# Incisalia mossii
Incisalia mossii is een vlinder uit de familie van de Lycaenidae. De wetenschappelijke naam van de soort werd als Thecla irus var. mossii in 1881 gepubliceerd door Henry Edwards.

## Ondersoorten
- Incisalia mossii mossii
- Incisalia mossii schryveri Cross, 1937
  - = Incisalia polios schryveri Cross, 1937
- Incisalia mossii doudoroffi Dos Passos, 1940
  - = Incisalia doudoroffi Dos Passos, 1940
- Incisalia mossii windi Clench, 1943
  - = Incisalia doudoroffi windi Clench, 1943
- Incisalia mossii bayensis (Brown, 1939)
  - = Callophrys fotis bayensis Brown, 1969
- Incisalia mossii hidakupa Emmel, Emmel & Mattoon, 1998
- Incisalia mossii marinensis Emmel, Emmel & Mattoon, 1998